# A Tribute to Jack Johnson
A Tribute to Jack Johnson är ett musikalbum av Miles Davis som lanserades i februari 1971 på Columbia Records. Musiken fungerade även som soundtrack till en dokumentär om boxaren Jack Johnson. Skivan består endast av två långa stycken musik åt funk och jazzfusion-hållet, som kom till lite av en tillfällighet då John McLaughlin, som inväntade Miles Davis, började spela på måfå på sin gitarr i 30th Street Studio i New York, och snabbt fick med sig de övriga musikerna i studion, och så även till slut Davis själv. Skivan är en av ett fåtal som fått högsta betyg A+ av musikkritikern Robert Christgau. I bokserien The Penguin Guide to Jazz, magasinet Rolling Stones albumguide och på Allmusics webbsida har skivan också högsta betyg.

## Låtlista
1. "Right Off" - 26:53
2. "Yesternow" - 25:34

## Listplaceringar
- Billboard 200, USA: #159[2]
- Billboard R&B Albums: #47
- Billboard Jazz Albums: #4